# Malopurginskij rajon
Il Malopurginskij rajon (in russo Малопургинский район?, in lingua udmurta Пичи Пурга ёрос) è un municipal'nyj rajon della Repubblica Autonoma dell'Udmurtia, in Russia. Istituito il 15 luglio 1929, occupa una superficie di circa 1 223,2 chilometri quadrati, ha come capoluogo Malaja Purga e una popolazione di 31 706 abitanti. Il distretto è suddiviso in 15 comuni rurali. Da nord a sud, la regione è attraversata dal fiume Iž ,